# Penneschaft-mosdiertje
Het Penneschaft-mosdiertje (Alcyonidium hydrocoalitum) is een mosdiertjessoort uit de familie van de Alcyonidiidae. De wetenschappelijke naam van de soort is voor het eerst geldig gepubliceerd in 2004 door Porter.